# Зволянский, Сергей Эрастович
Серге́й Эра́стович Зволя́нский (1855—1912) — русский государственный деятель, сенатор, тайный советник, директор Департамента полиции в 1897—1902 годах.

## Биография
Происходил из дворян Екатеринославской губернии. Окончил Императорское училище правоведения в чине губернского секретаря и был определен в мае 1877 года кандидатом на судебные должности при Санкт-Петербургском окружном суде.
С началом русско-турецкой войны 1877—1878 поступил вольноопределяющимся в гвардейскую Конно-Артиллерийскую бригаду. Участвовал в ряде сражений, включая осаду Плевны. Войну закончил в чине корнета под Константинополем. За турецкую кампанию награждён знаком отличия Военного ордена 4-й степени.
В июне 1879 года уволился с военной службы, после чего служил судебным следователем в Одессе и Санкт-Петербурге. С апреля 1881 года согласно собственному прошению переведён на службу в Департамент полиции, где занимал должности младшего, затем старшего помощника делопроизводителя, секретаря при директоре Департамента полиции.

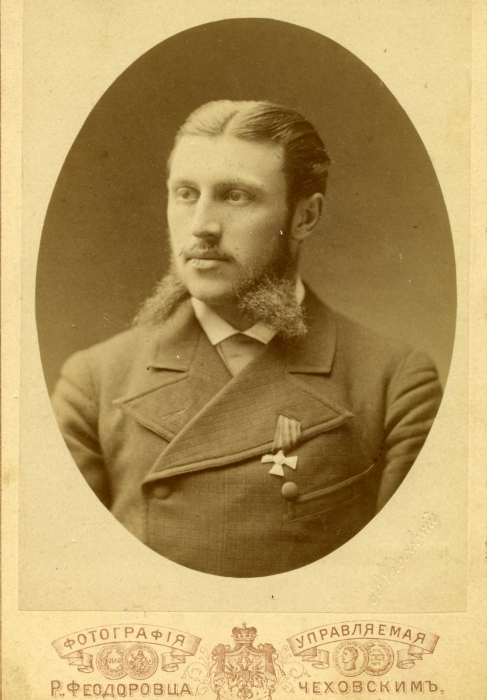
С. Э. Зволянский в юности

В 1882 году в чине коллежского асессора утверждён в должности секретаря директора Департамента полиции, которым в этот момент был В. К. Плеве. В 1885 году был направлен во Францию и Швейцарию для инспекции заграничной агентуры русской полиции, деятельности которой дал в своём рапорте высокую оценку.
В 1893 году, после назначения Н. И. Петрова директором Департамента полиции, Зволянский назначен исправляющим должность вице-директора Департамента. В январе 1895 года производится в действительные статские советники, а в апреле того же года официально утверждён вице-директорм Департамента.
С марта по май 1896 года исправлял должность директора Департамента полиции, в этом качестве присутствовал на коронации императора Николая II, обеспечивал безопасность императора во время поездок в Нижний Новгород, Киев и Варшаву, состоял членом Комиссии по переустройству центральных учреждений Министерства внутренних дел, активно участвовал в руководстве первой всеобщей переписью населения России 1897.
В августе 1897 года, после смерти А. Ф. Добржинского назначен на должность директора Департамента полиции. По некоторым оценкам, назначение это состоялось благодаря протекции министра внутренних дел И. Л. Горемыкина, с которым Зволянский поддерживал дружеские отношения. За время руководства Департаментом участвовал в работе ряда совещательных органов, в ноябре — декабре 1898 участвовал в работе международной конференции по принятию мер против анархистов, проходившей в Риме.
В марте 1902 года включен в состав комиссии «для пересмотра правил и штата полиции в губерниях, по общему учреждению управляемых, и о преобразовании сельской полиции». В мае 1902 года в связи с производством в сенаторы и тайные советники освобождён от должности директора Департамента полиции.
В феврале 1905 года по повелению императора Николая II совместно с новым директором Департамента полиции готовит анализ работы Департамента и предложения о главных направлениях деятельности Департамента в условиях революционного подъёма в стране. В последние годы жизни продолжал заседать в Особом присутствии Сената «для суждения дел о государственных преступлениях».

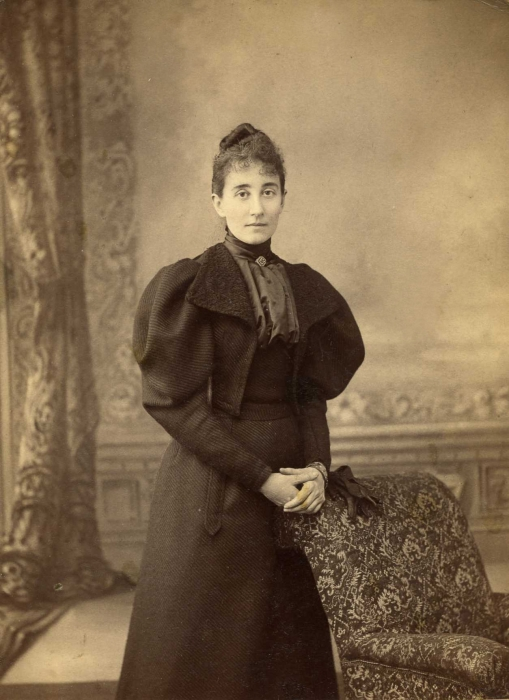
Софья Николаевна Зволянскская, урожд. Тройницкая.

Скончался 2 марта 1912 г., похоронен 5 марта на кладбище Александро-Невской лавры в Петербурге.

## Семья
- Жена (с 1881) — Софья Николаевна, урождённая Тройницкая (12 ноября 1857, Одесса — октябрь 1936, Белград), племянница А. Г. Тройницкого, дочь его младшего брата Николая, в 1875 окончила Смольный институт. Служила в Статистическом управлении в Одессе. С 1920 г. в эмиграции в Сербии[2].
  - Дочь — Нина (25.06.1882—?)[2],
  - Дочь — Ольга (20.09.1883—?)[2],
  - Дочь — Наталия (16.10.1889—?)[2].